# Křenovice (okres Vyškov)
Křenovice (německy Krenowitz, jinak také Křenovice u Slavkova, s předložkou 2. pád do Křenovic, 6. pád v Křenovicích) jsou obec v okrese Vyškov v Jihomoravském kraji. Křenovice leží na potoce Rakovci 19,5 kilometru jihozápadně od Vyškova, čtyři kilometry stejným směrem od Slavkova u Brna a sedmnáct kilometrů jihovýchodně od Brna. Nadmořská výška obce se pohybuje mezi 210 metrů (potok Rakovec) a 250 metrů (tratě Zadní a Vinohrady). Žije zde přibližně 2 100 obyvatel.

## Sfragistika,heraldikaavexilologie

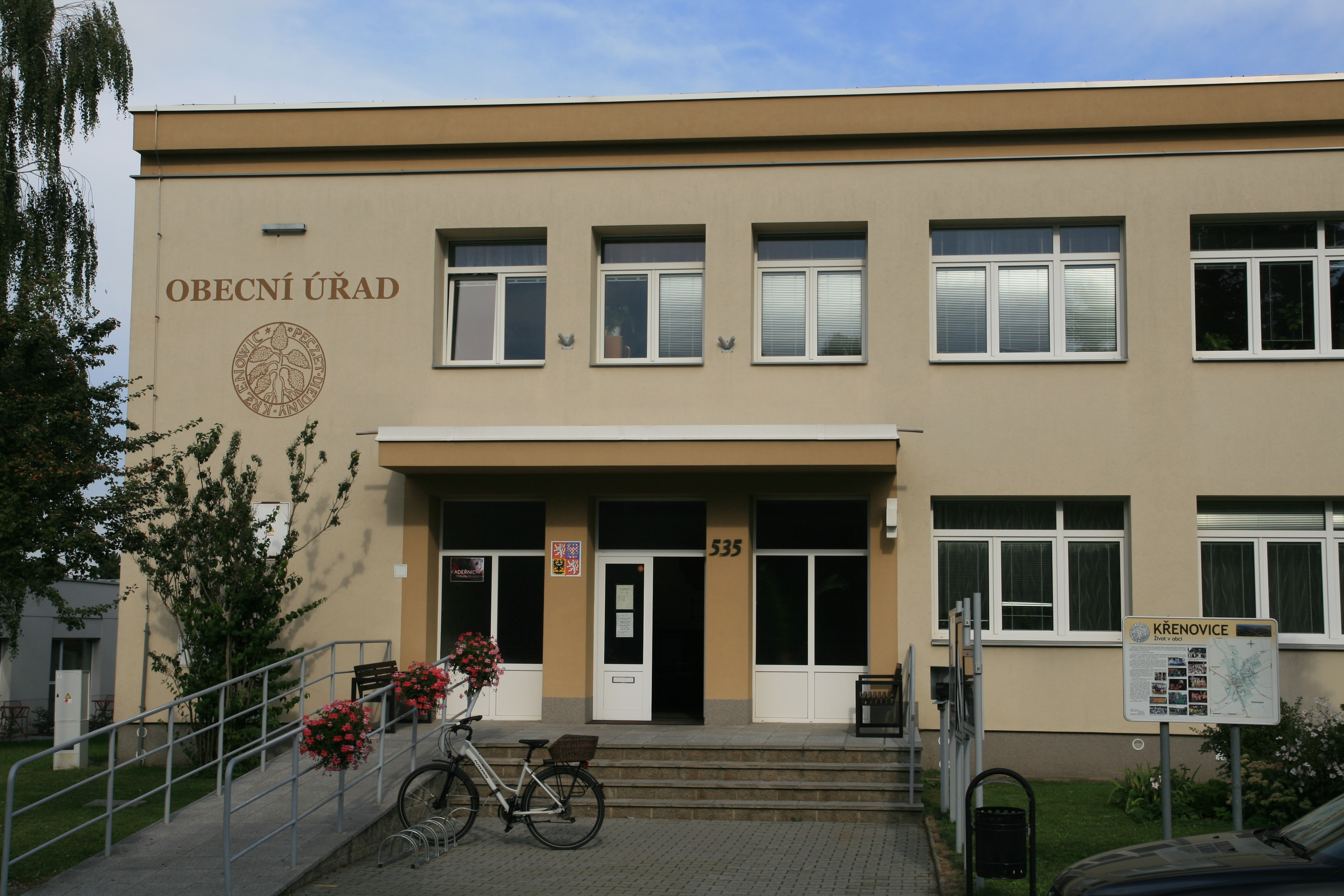
Obecní úřad s pečetí vyobrazenou na fasádě

Křenovice dosud nemají dle zákona o obcích udělený znak ani vlajku, takže jediným symbolem zůstává historická obecní pečeť s kruhovým opisem PECZET DIEDINY KRZENOWIC. Pečetním pole tvoří rostlina křenu (tzv. mluvící znamení) od jeho kořene k šesti listům. Na každé straně kořene se nachází po dvou koříncích. Nejstarší dokument pečetěný křenovickou pečetí byl nalezen v Moravském zemském archivu v Brně a je z roku 1691. Toto pečetidlo bylo bez letopočtu a buď se ztratilo nebo poškodilo, protože obec nechala zhotovit nové s rokem zhotovení 1737. Tímto pečetidlem se od té doby stvrzovaly všechny další dokumenty. Obrys pečeti obec dodnes užívá jako své znamení, což však vůbec nebrání vzniku znaku i vlajky, opakující stejnou figuru křene ve vhodném zbarvení, pokud se tak zastupitelstvo usnese a pořádá Poslaneckou sněmovnu o schválení, jako většina obcí ČR.

## Historie
Okolí Křenovic bylo osídleno již mezi lety 4500 až 3000 př. n. l. Důkazem tohoto osídlení je nález malované keramiky pocházející z Křenovic. První písemná zmínka o Křenovicích pochází z listiny vydané 8. května 1305.

## Obyvatelstvo

### Struktura
V obci k počátku roku 2016 žilo celkem 1 901 obyvatel. Z nich bylo 947 mužů a 954 žen. Průměrný věk obyvatel obce dosahoval 41,3 roku. Dle Sčítání lidu, domů a bytů provedeného v roce 2011 žilo v obci 1 824 lidí. Nejvíce z nich bylo (16,8 %) obyvatel ve věku od 30 do 39 let. Děti do 14 let věku tvořily 14,5 % obyvatel a senioři nad 70 let úhrnem 6,6 %. Z celkem 1 559 občanů obce starších 15 let mělo vzdělání 37 % střední včetně vyučení (bez maturity). Počet vysokoškoláků dosahoval 11,2 % a bez vzdělání bylo naopak 0,4 % obyvatel. Z cenzu dále vyplývá, že ve městě žilo 946 ekonomicky aktivních občanů. Celkem 90,8 % z nich se řadilo mezi zaměstnané, z nichž 70,4 % patřilo mezi zaměstnance, 3,1 % k zaměstnavatelům a zbytek pracoval na vlastní účet. Oproti tomu celých 45,7 % občanů nebylo ekonomicky aktivní (tj. například nepracující důchodci či žáci, studenti nebo učni) a zbytek svou ekonomickou aktivitu uvést nechtěl. Úhrnem 782 obyvatel obce (což je 42,9 %), se hlásilo k české národnosti. Dále 604 obyvatel bylo Moravanů a 8 Slováků. Celých 708 obyvatel obce však svou národnost neuvedlo.
Vývoj počtu obyvatel za celou obec i za její jednotlivé části uvádí tabulka níže, ve které se zobrazuje i příslušnost jednotlivých částí k obci či následné odtržení.
| Místní části   | Místní části   | 1869 | 1880  | 1890  | 1900  | 1910  | 1921  | 1930  | 1950  | 1961  | 1970  | 1980  | 1991  | 2001  | 2011  | 2021  |
| -------------- | -------------- | ---- | ----- | ----- | ----- | ----- | ----- | ----- | ----- | ----- | ----- | ----- | ----- | ----- | ----- | ----- |
| Počet obyvatel | část Křenovice | 919  | 1 068 | 1 131 | 1 204 | 1 441 | 1 595 | 1 972 | 1 885 | 1 993 | 1 874 | 1 742 | 1 725 | 1 749 | 1 824 | 1 905 |
| Počet domů     | část Křenovice | 162  | 190   | 205   | 223   | 298   | 315   | 404   | 487   | 499   | 518   | 510   | 590   | 590   | 647   | 689   |

### Náboženský život

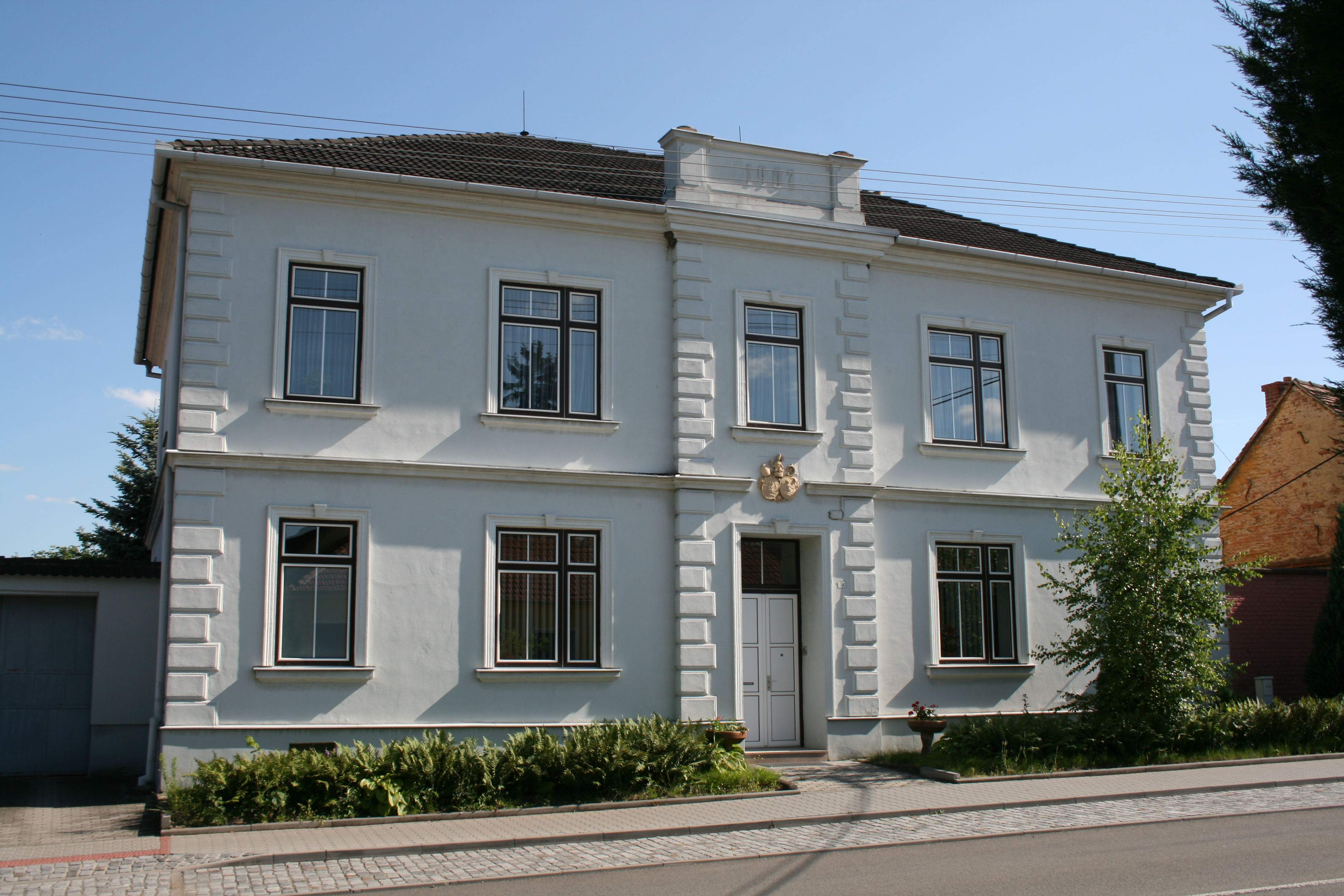
Fara

Obec je sídlem římskokatolické farnosti Křenovice u Slavkova. Ta je součástí slavkovského děkanství - Brněnské diecéze v Moravské provincii. Farním kostelem je kostel svatého Vavřince. Místním knězem je P. Jiří Plhoň, farář. Při censu prováděném v roce 2011 se 576 obyvatel obce (32 %) označilo za věřící. Z tohoto počtu se 417 hlásilo k církvi či náboženské obci, a sice 352 obyvatel k římskokatolické církvi (19 % ze všech obyvatel obce), dále – 1 k Církvi československé husitské a 5 k českobratrským evangelíkům. Úhrnem 540 obyvatel se označilo bez náboženské víry a 708 lidí odmítlo na otázku své náboženské víry odpovědět.

## Obecní správa a politika

### Zastupitelstvo a starosta
V letech 2010 až 2014 byl starostou Jaromír Konečný. Na ustavujícím zasedání zastupitelstva v listopadu 2014 byl do této funkce zvolen opětovně. Jeho cílem v následujícím období je dokončit velké investiční akce, mj. revitalizace mlýnského náhonu, rozšíření kapacity základní školy a bydlení pro seniory.

## Doprava

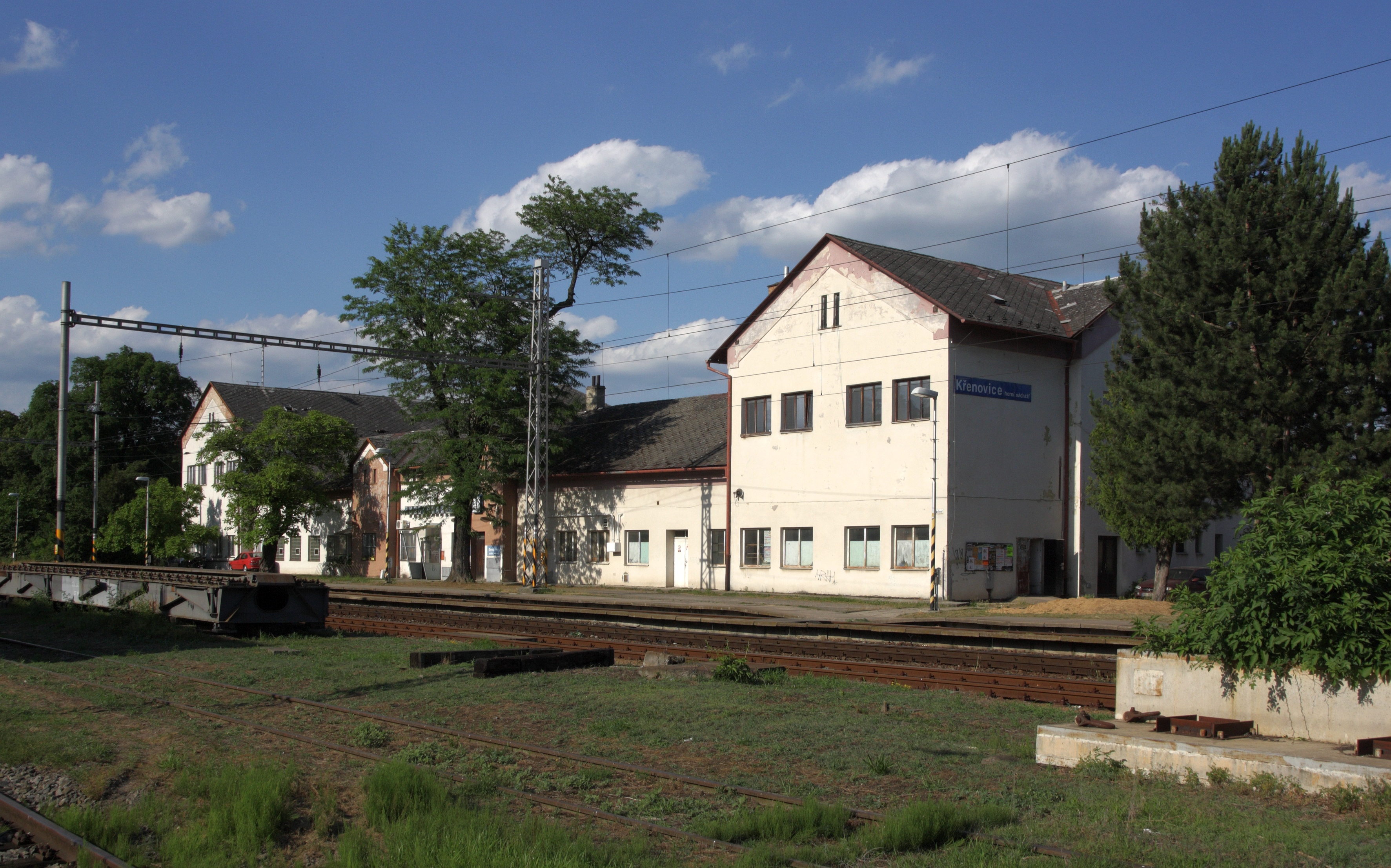
Křenovice horní nádraží

Křenovice mají celkem šest silničních výjezdů. Tři z nich jsou tvořeny silnicemi II. třídy. Nedaleko Křenovic vede dálnice D1 a silnice I/50. S Brnem jsou Křenovice od západu spojeny silnicí II/417 vycházející z brněnských Tuřan a končící u křenovického kostela křížením se silnicí II/416. Její celková délka tvořící silniční vzdálenost mezi Křenovicemi a Brnem činí 13,4 kilometru. Nejbližší obcí na její trase je Prace. Druhou silnicí II. třídy protínající Křenovice je silnice II/416, která spojuje obec se silnicí I/50, respektive Slavkovem u Brna. Silniční vzdálenost mezi sídly je tři kilometry. Vesnicí prochází od jihu k západu a ve druhém směru pokračuje do Újezda u Brna vzdáleného po silnici 8,2 kilometru.
Ze silnice II/416 odbočuje jihozápadním směrem silnice III/4164 vedoucí do Zbýšova vzdáleného po ní dva kilometry. Severním směrem odbočuje ze silnice II/416 komunikace III/4161 vedoucí do Holubic, které jsou po ní vzdáleny 4,4 kilometru a silnice se zde napojuje na I/50 u nájezdu na dálnici D1. Poslední cestou vedoucí z Křenovic je místní komunikace mířící severovýchodním směrek silnici I/50 a dále na Velešovice.

### Železnice
V Křenovicích se kříží dvě železniční tratě, elektrifikovaná Brno–Přerov (Křenovice horní nádraží) a Vlárská dráha (Křenovice dolní nádraží).

## Kultura

### Místní knihovna
Roku 1870 byl založen v Křenovicích čtenářský spolek Otakar. Zmínka o jeho vzniku je zachycena v obecní kronice. Místní knihovna Křenovice jako taková je zmiňována roku 1924, kdy její sbírka čítala 622 knižních svazků. Zájem občanů nebyl velký, většina vlastnila vlastní knihy a nepotřebovala tedy využívat služeb veřejné knihovny.
Po válce se sídlem knihovny v 50. letech staly prostory bývalého Místního národního výboru u kostela. Změnou je také zavedení správy studenty roku 1954.
V osmdesátých letech byla knihovna přestěhována do budovy Na Liškově, která nabídla větší zázemí. V červenci 1987 se změnilo vedení knihovny, v jejímž čele stanula paní Marušincová. Před ní vedla knihovnu paní Filípková. Od roku 1994 vedla knihovnu dva roky paní Kučerová, kterou vystřídala paní Marková. V roce 2011 pak do vedení nastoupila paní Zourková. V roce 2015 je vedoucí Hana Doležalová.
Výrazný nárůst knižního fondu byl způsoben spojením s knihovnami v obcích Hrušky, Šaratice, Hostěrádky a Zbýšov roku 1990, kdy knihovna nabyla střediskové působnosti. Z budovy v ulici Na Liškově se knihovna přestěhovala v roce 2005 do Svárovské ulice. Důvodem bylo stržení původní budovy z důvodu havarijního stavu. Ještě předtím bylo zlepšováno její vybavení. Získala nové regály, elektrické vytápění, dva počítače a přístup k internetu. Na rok 2017 bylo plánováno stěhování do budovy mateřské školy v ulici Bratří Mrázků.
Čtenáři mohou v knihovně využít veřejného přístupu k internetu a nemohoucím je zajišťován též rozvoz knih domů.

## Pamětihodnosti
- Farní kostel svatého Vavřince
- Smírčí kříž na Krchůvku

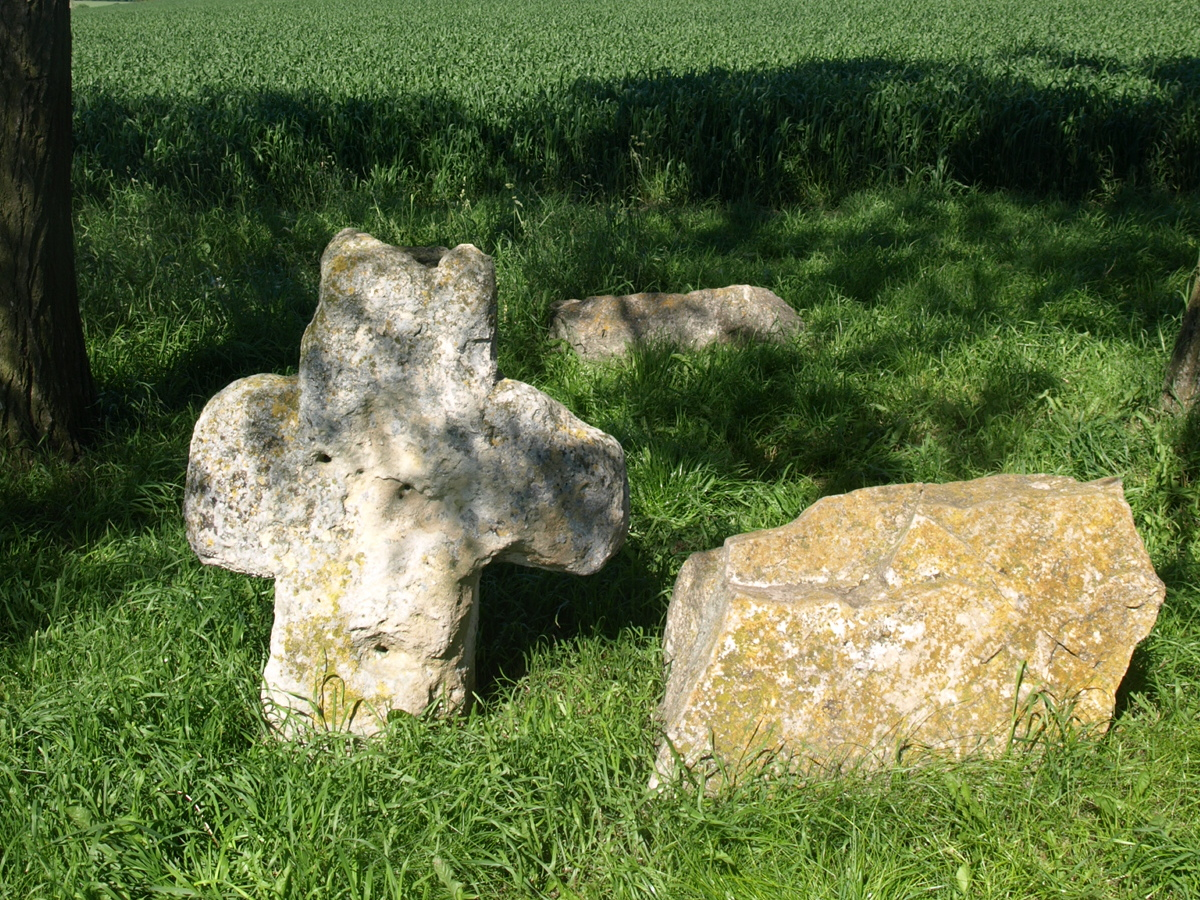
Smírčí kříž na Krchůvku nad Křenovicemi

- Socha svatého Jana Nepomuckého u kostela

## Osobnosti
- Otakar Černý (1918–2009), český válečný letec
- Jan Mazel (28. 3. 1904 – 9. 4. 1996), významný činovník Sokola, účastník Obrany národa (odboj za druhé světové války), osvětimský vězeň, starosta Křenovic, člen vlastivědného spolku

## Galerie

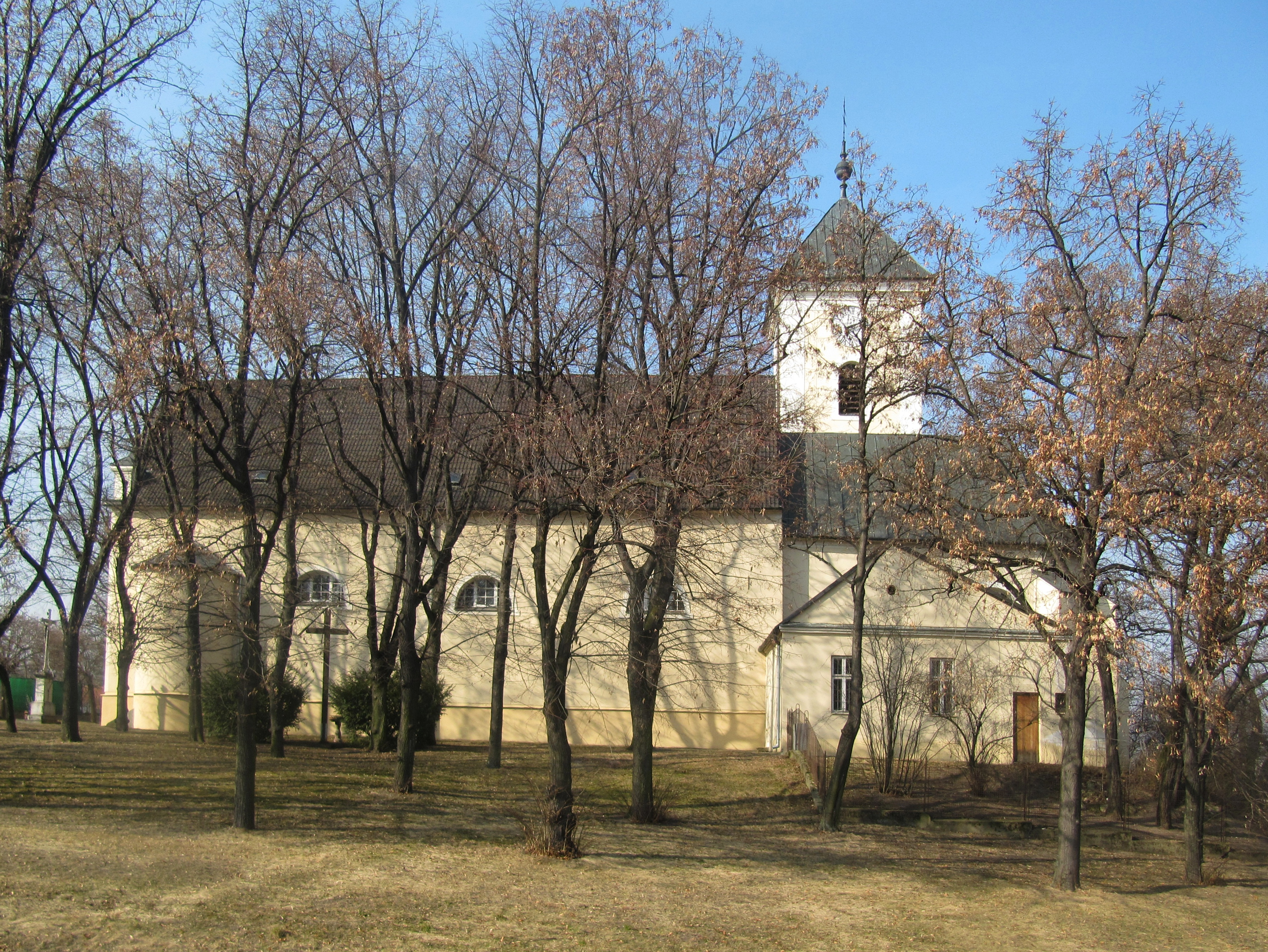
kostel svatého Vavřince
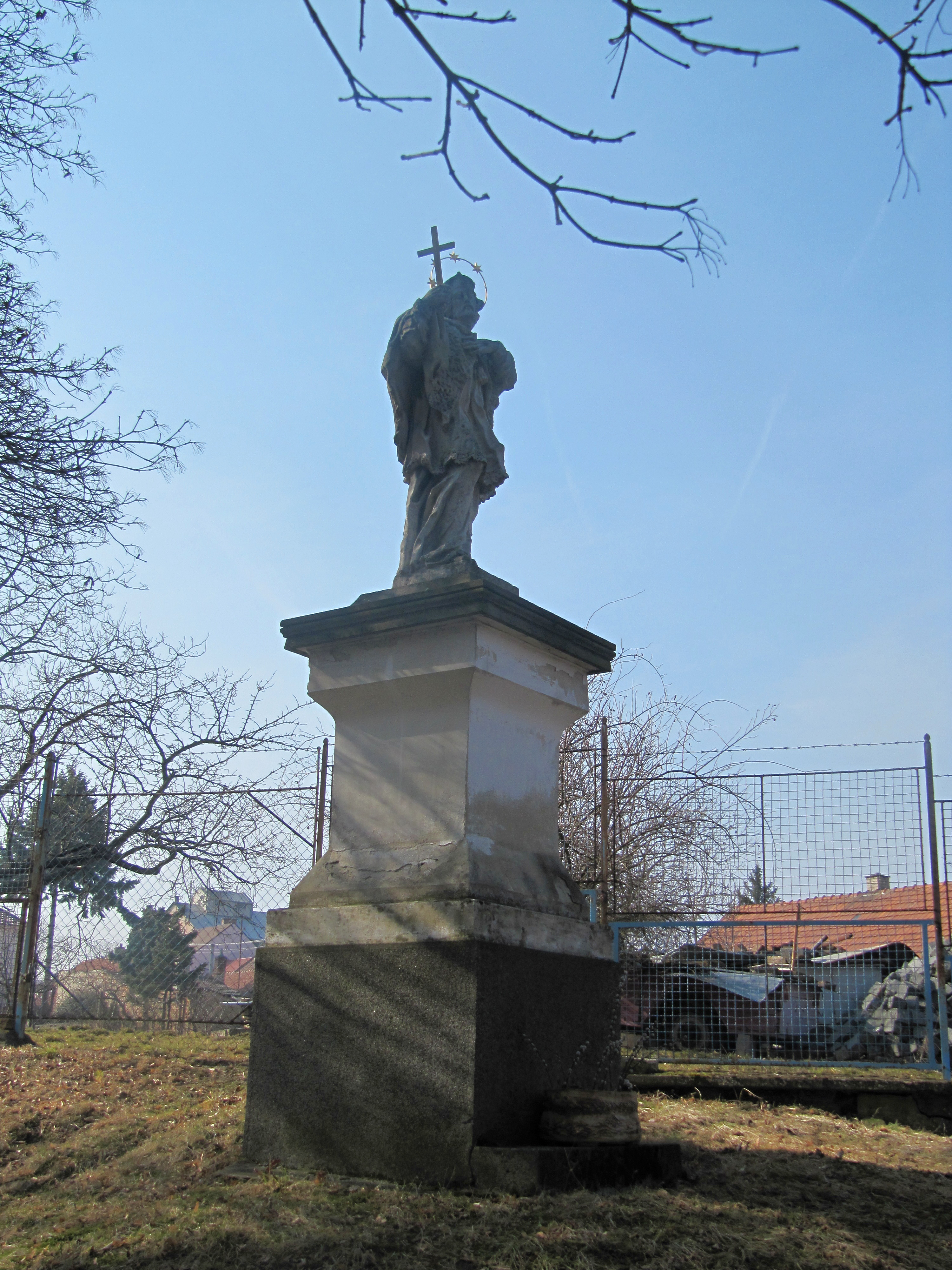
socha svatého Jana Nepomuckého u kostela
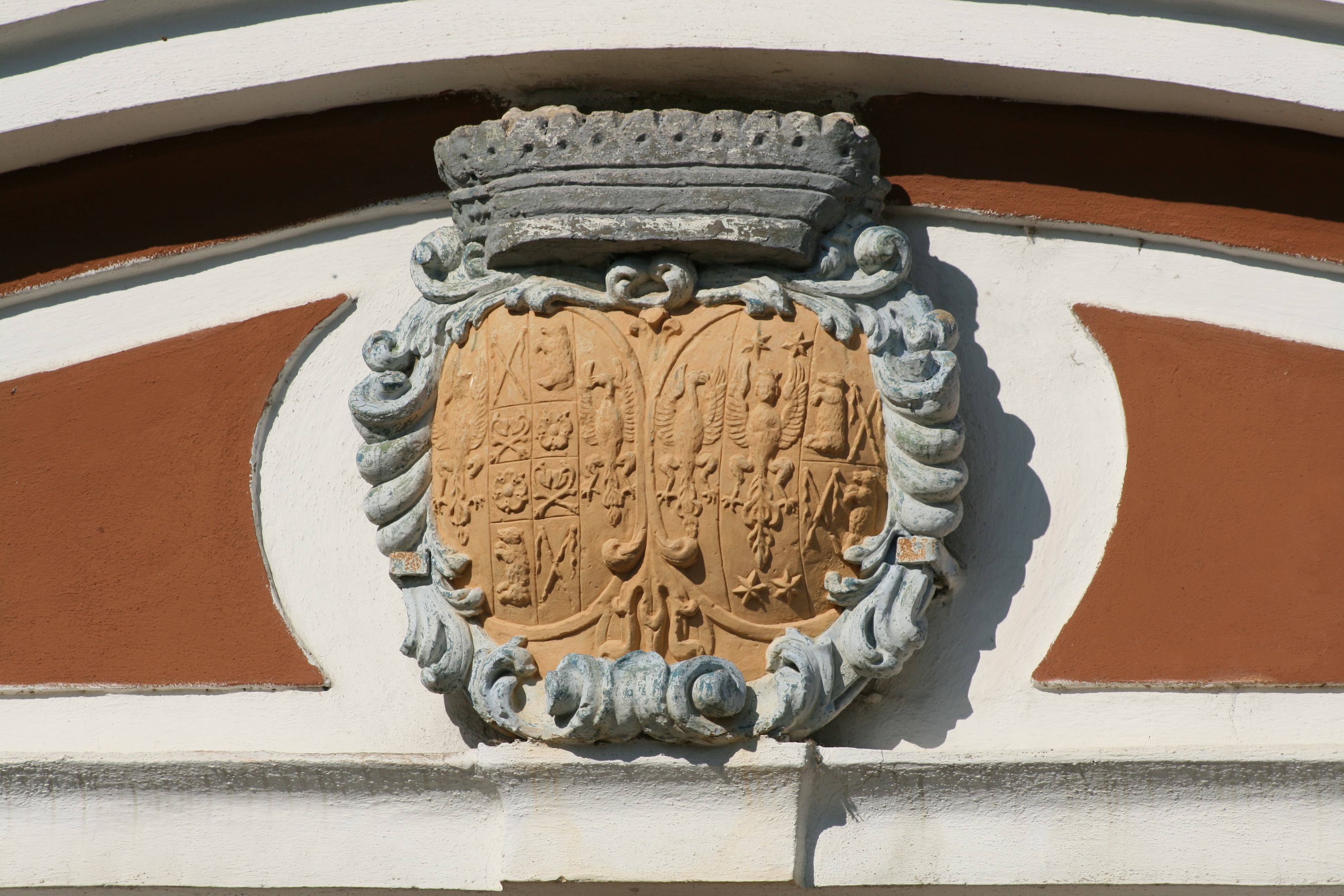
erb na bývalém panském statku
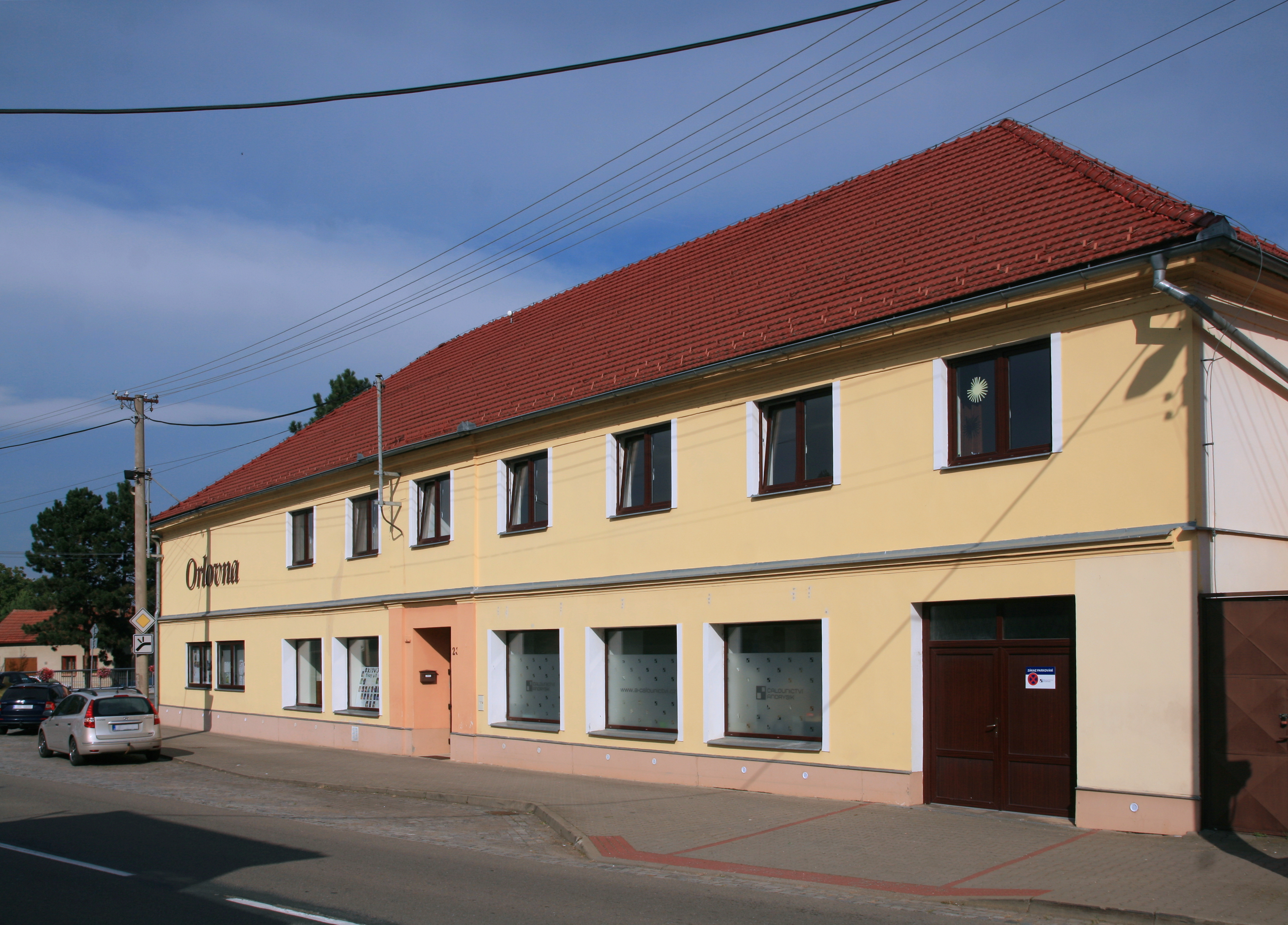
orlovna v Brněnské ulici
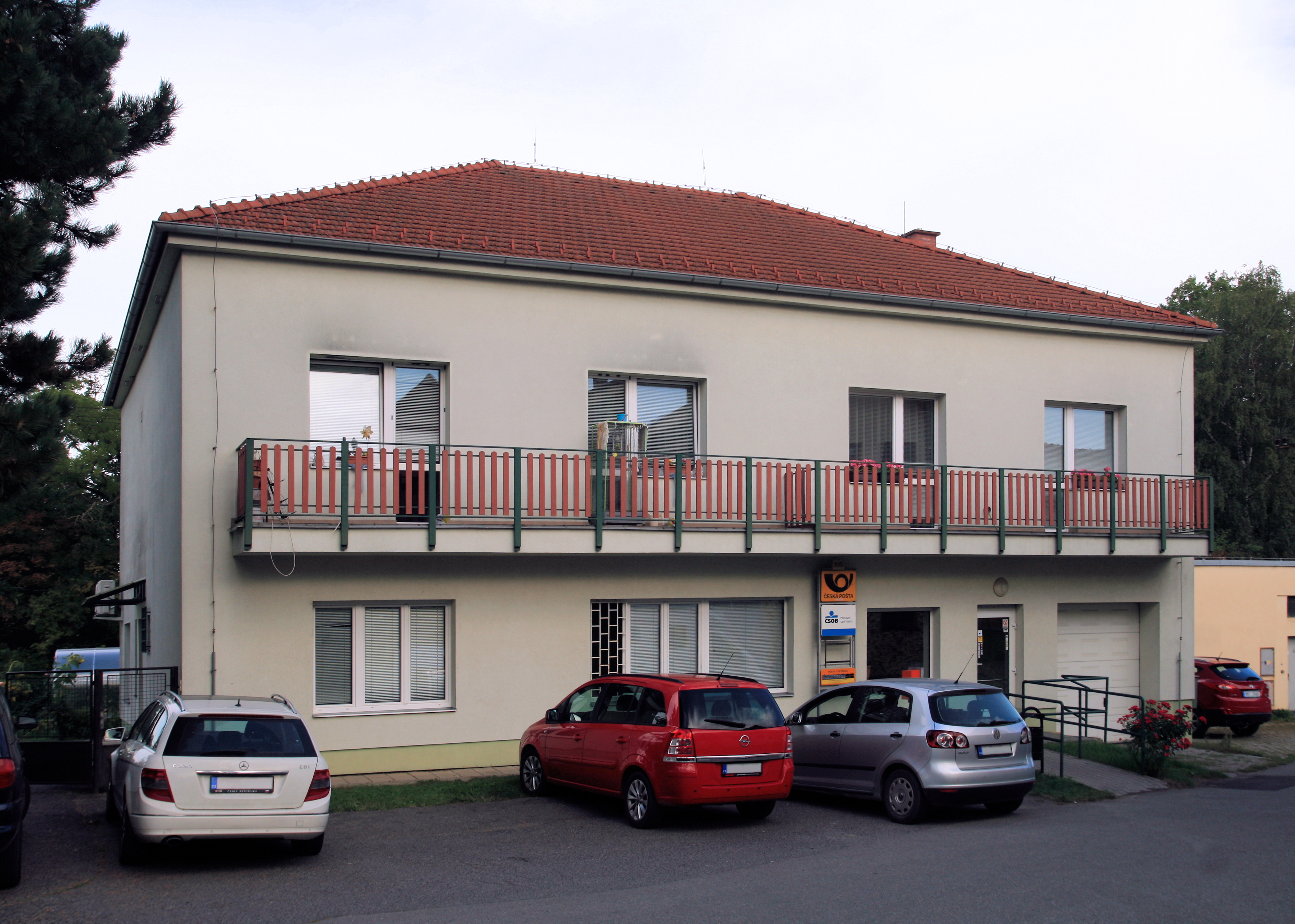
pošta ve Svárovské ulici
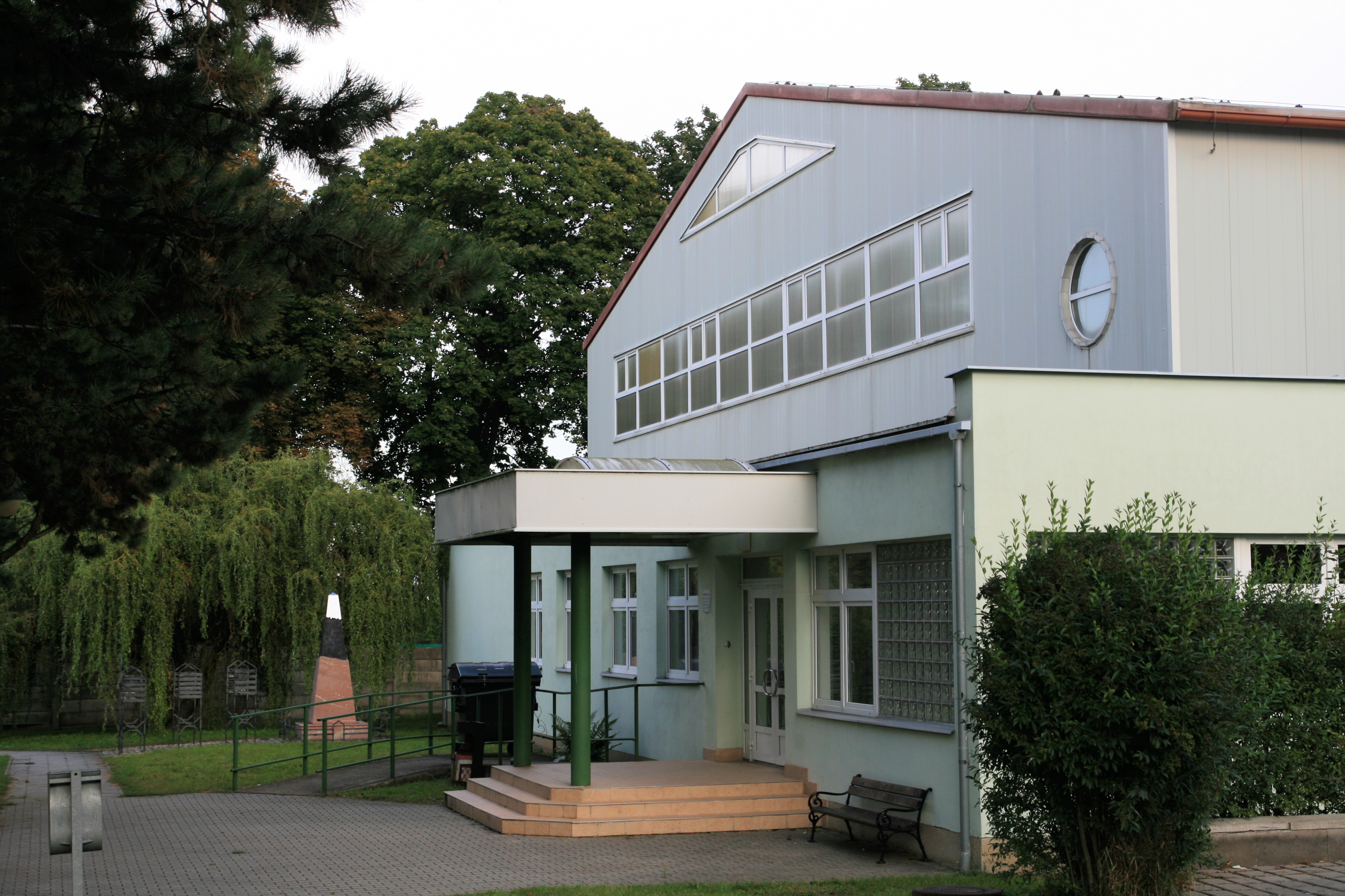
víceúčelová sportovní hala v ulici Bratří Mrázků
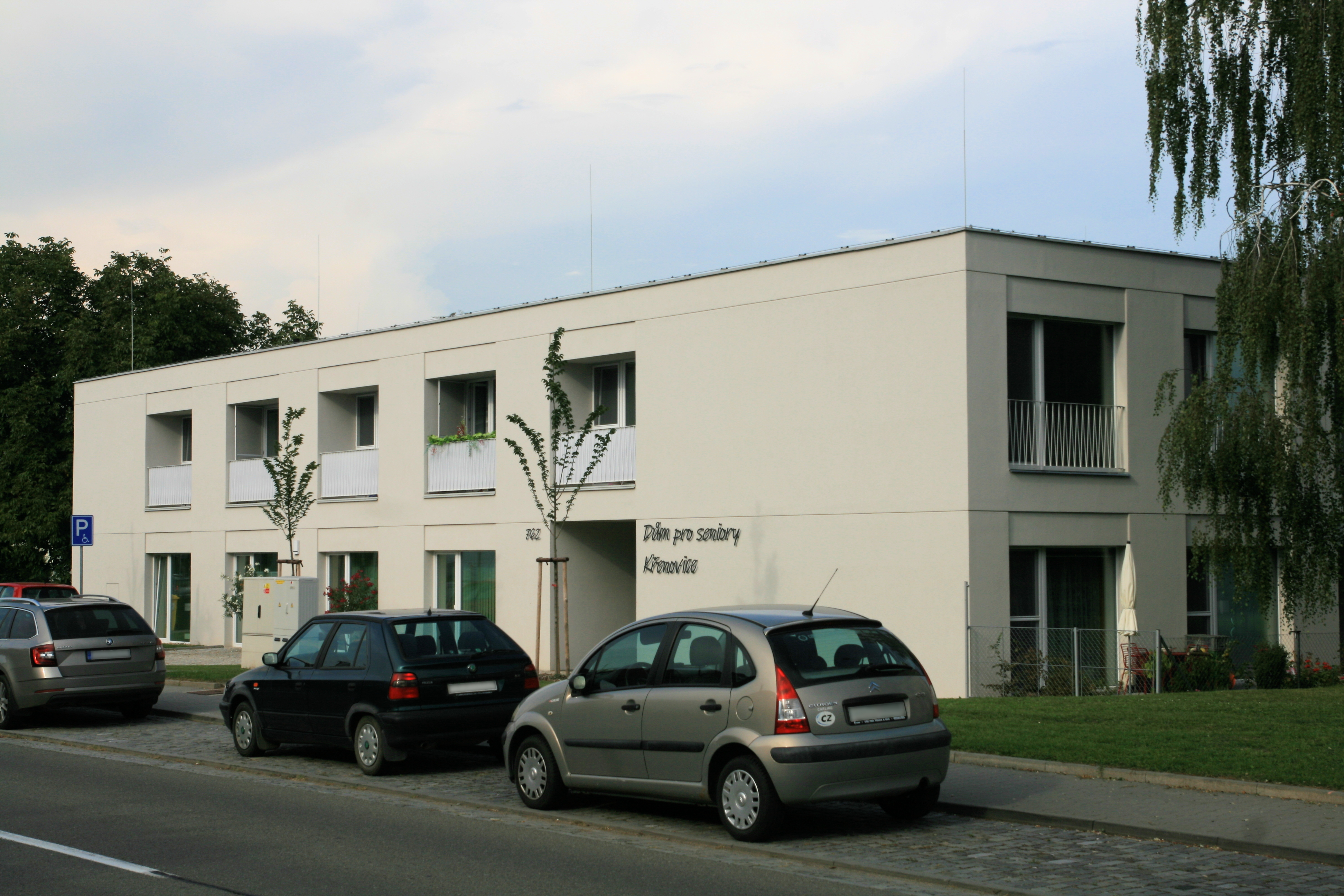
dům pro seniory ve Školní ulici